# Anolis bimaculatus
Anolis bimaculatus este o specie de șopârle din genul Anolis, familia Polychrotidae, descrisă de Sparrman 1784. A fost clasificată de IUCN ca specie cu risc scăzut. Conform Catalogue of Life specia Anolis bimaculatus nu are subspecii cunoscute.